# Havi 200 fix
A Havi 200 fix 1936-os fekete-fehér magyar film, Jávor Pál (Kórody Gábor mérnök szerepében) és Bársony Erzsi (Szabó Magda, vidéki lány) főszereplésével.

## Szereplők
- Jávor Pál – Kórody Gábor, mérnök
- Bársony Erzsi – Szabó Magda, Kórody menyasszonya
- Uray Tivadar – Demeter Kálmán, bankigazgató
- Páger Antal – Tavaszi Mátyás, gyógyszerész
- Fülöp Magda – Mayer Lili, Tavaszi menyasszonya
- Salamon Béla – Halmos Lipót, fehérneműügynök
- Zala Karola – Magda anyja
- Makláry Zoltán – Lili apja
- Ádám Klári – Halmos kislánya
- Pethes Sándor – Aczél, igazgató
- Boross Géza – Virág úr
- Ihász Lajos – Farkas Guido, párbajsegéd
- Lontay István – Tassonyi Elek, párbajsegéd
- Sugár Lajos – komornyik
- Justh Gyula – anyakönyvvezető
- Kende Paula – Sári néni, Magda nagynénje
- Rajna Alice – ideges hölgy a patikában
- Szaplonczay Éva – Demeter Kálmán barátnője